# マウイ・アフナ
マウイ・アフナ（Maui Ahuna, ）は、アメリカ合衆国ハワイ州ハワイ島ヒロ出身の野球選手（遊撃手）。右投左打。

## 経歴
2023年のMLBドラフト4巡目(全体117位)でサンフランシスコ・ジャイアンツから指名された。